# Daniel Paraschiv
Daniel Paraschiv, né le 24 avril 1999 à Brașov en Roumanie, est un footballeur international roumain qui joue au poste d'avant-centre au Cultural Leonesa, en prêt du Real Oviedo.

## Biographie
Les parents de Daniel sont nés en république de Moldavie.

### En club

#### Débuts modestes (2018-2022)
Né à Brașov en Roumanie, Daniel Paraschiv est formé par le club local du SR Brașov mais il commence sa carrière au CS Luceafărul Oradea (en).
Lors de l'été 2021, Daniel Paraschiv quitte l'ACS Viitorul Târgu Jiu pour s'engager en faveur du CFR Cluj. Le transfert est annoncé le 11 juin 2021,.

#### FC Hermannstadt (2022-2024)
Le 10 janvier 2022, Daniel Paraschiv est prêté jusqu'à la fin de la saison au FC Hermannstadt, qui évolue alors en deuxième division roumaine,. Il se montre décisif dès son premier match, le 27 février 2022, lors d'une rencontre de championnat face au FC Dunărea Călărași, en marquant son premier but pour le club. Il participe ainsi à la victoire de son équipe par six buts à zéro.
Paraschiv participe à la montée du club en première division roumaine, et le 7 juin 2022 il s'engage définitivement avec le FC Hermannstadt, pour un contrat de trois ans, soit jusqu'en juin 2025.

#### Real Oviedo (depuis 2024)
Le 13 juillet 2024, Paraschiv signe un contrat de trois ans avec le Real Oviedo, en Segunda División. La transaction est de 750 000 euros plus 25 % d'intérêts sur tout transfert futur.

### En sélection
Le 20 novembre 2022, Daniel Paraschiv honore sa première sélection avec l'équipe nationale de Roumanie face à la Moldavie. Il entre en jeu à la place de George Pușcaș et se fait remarquer en inscrivant son premier but en sélection en transformant un penalty, puis en délivrant une passe décisive pour Adrian Rus. Il contribue ainsi à la victoire de son équipe par cinq buts à zéro,.